# Apostol Arsache

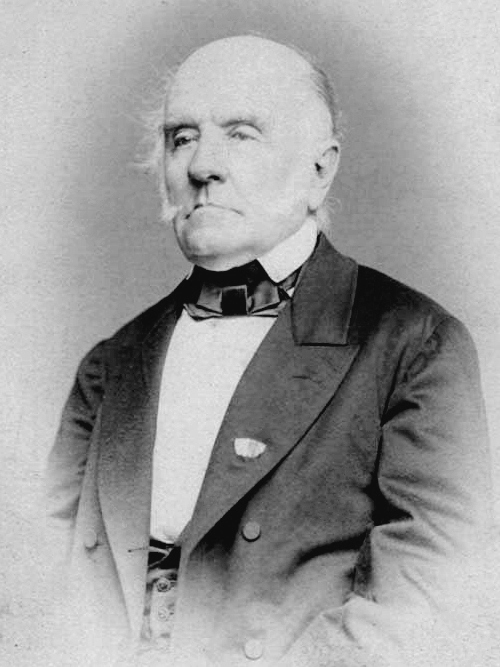
Apostol Arsache

Apostol Arsache (n. 1789, în Hotove, în apropiere de Përmet, Albania – d. 1869, București), om politic de origine aromână, medic, economist, ministru în varii guverne, ministru de Externe. primul ministru al afacerilor străine al României, în funcție în perioada 22 ianuarie 1862 - 24 iunie 1862.